# 南辰巳町
南辰巳町（みなみたつみちょう）は、愛知県名古屋市中区の地名。

## 歴史

### 町名の由来
辰巳町の南側に位置することによる。辰巳町は名古屋城の辰巳の方角にあたることに由来する。

### 沿革
- 1878年（明治11年）12月28日 - 藪小路・原組小路・京組小路・東組小路・蛤横町・西組小路をもって、名古屋区南辰巳町として成立する[3]。
- 1889年（明治22年）10月1日 - 名古屋市成立に伴い、同市南辰巳町となる[3]。
- 1907年（明治40年）7月15日 - 一部が新栄町に編入される[4]。
- 1908年（明治41年）4月1日 - 中区成立に伴い、同区南辰巳町となる[3]。
- 1944年（昭和19年）2月11日 - 栄区成立に伴い、同区南辰巳町となる[3]。
- 1945年（昭和20年）11月3日 - 栄区廃止に伴い、中区南辰巳町となる[3]。
- 1977年（昭和52年）10月23日 - 新栄二丁目・新栄三丁目にそれぞれ編入され、消滅[3]。